# Pratapa plateni
Pratapa plateni är en fjärilsart som beskrevs av Semper 1890. Pratapa plateni ingår i släktet Pratapa och familjen juvelvingar. Inga underarter finns listade i Catalogue of Life.